# Kuźnia w zespole pałacowym w Igołomi
Kuźnia – budynek znajdujący się w zespole pałacowym Wodzickich w miejscowości Igołomia w powiecie krakowskim, w gminie Igołomia-Wawrzeńczyce.
Obiekt wpisany do rejestru zabytków nieruchomych województwa małopolskiego.
Wnętrze tej kuźni uwiecznił Artur Grottger w rysunku Kucie kos z cyklu Polonia w 1863 roku.

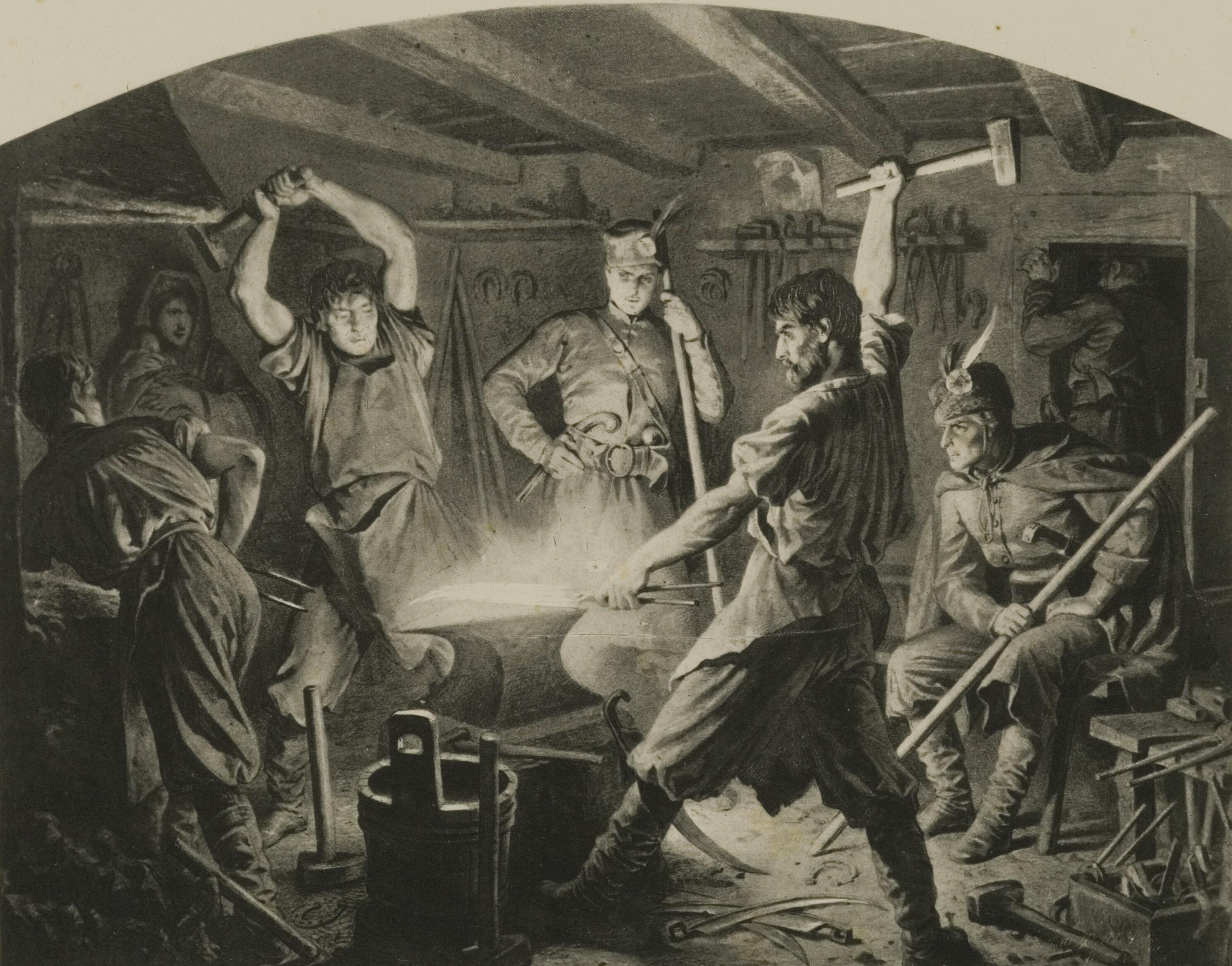
Wnętrze kuźni na rysunku Grottgera